# EBONE
EBONE (kort för European Backbone) var ett pan-europeiskt stamnät. Det startades 1992 och stängdes ned i juli 2002. Delar av Ebone såldes till andra företag och fortfarande i bruk.

## Historia
Ebone-konsortiet inrättades  i september 1991 vid ett möte med (RIPE NCC) i Genève, Schweiz, och anslöts till Internet år 1992 . Konsortiet ombildades 1996 till Ebone Association, som startade bolaget Ebone Inc, med säte i Danmark. År 1998 såldes 75 procent av det bolaget till Hermes Europe Railtel. Året därpå köptes de resterande 25 procenten av Global Telesystems Group Inc. (GTS), som redan förvärvat Hermes Europe. År 2001 köptes Ebone återigen, nu av nederländska KPNQwest, som dock begärdes i konkurs i samband med IT-bubblan.
Under dess verksamhetsperiod, åren 1992–2001, ökades hastigheten i Ebones nät från 256 kbit/s till 10 Gbit/s, och tillhandahöll då internationell datatrafik för ett hundratal europeiska internetleverantörer.